# Вечерний Барнаул
«Вече́рний Барнау́л» — городская массовая газета, издается в Барнауле с 1 января 1993 года.
Тематика издания — новости политической и социально-экономической жизни Барнаула, образования, культуры, медицины, спорта, погода. На страницах газеты печатаются официальные документы администрации города и барнаульской городской думы, а также муниципальные правовые акты.

## Информация
Газета выходит четыре раза в неделю — вторник и среда форматом — А2 от 4-х полос, пятница форматом — А3 от 32-х полос и суббота форматом — А3 от 16-и полос. Еженедельный тираж — около 40 тыс. экземпляров (вторник и среда по 9 тыс., суббота — 10 тыс., пятница — 12 тыс.), распространяемый преимущественно по подписке в Барнауле среди бюджетных организаций и коммерческих структур, а также среди населения. Выпуски вторника и среды включают в себя официальные документы: постановления, указы, объявления об аукционах и т. д., а также информационные материалы. В 2012 году тираж нескольких спецвыпусков газеты составлял 192 тыс. экземпляров.
Субботний выпуск включает в себя официальные, информационные и развлекательные материалы. Пятничный выпуск рассчитан на широкий круг читателей и включает в себя разноплановые материалы, политического, аналитического и развлекательного характера. В пятничный выпуск входит телепрограмма.
В штате «Вечернего Барнаула» работают журналисты Олеся Матюхина,Светлана Молоканова, Светлана Ермошина, Ярослав Махначев, Алиса Тростникова, Наталья Катренко, Елена Корнева, Анна Карпова, Василий Каркавин, Юлия Неволина и фотокорреспондент Андрей Чурилов. Главный редактор газеты — Вадим Кулешов, шеф-редактор — Евгений Скрипин.

## История
Первый номер газеты вышел в январе 1993 года. Первый еженедельный тираж составлял 20 тыс. экземпляров, а выходила газета дважды в неделю по четыре полосы формата А3. Выход в 2001 году тысячного номера газеты был ознаменован закладкой сквера «Вечерний Барнаул» на Красноармейском проспекте, в акции принял участие мэр города Владимир Баварин.
Длительное время издание входило в медиахолдинг «Алтайская неделя+». В 2011 году глава администрации Барнаула Игорь Савинцев подписал постановление «О создании муниципального бюджетного учреждения города Барнаула — Редакция газеты „Вечерний Барнаул“». Учредителем при этом выступил комитет по культуре Барнаула.

## Награды
- 1-е место среди городских газет на конкурсе журналистского мастерства «Сибирь — территория надежд» (2009)[6].
- Обладатель знака отличия «Золотой фонд прессы» (2013)[7]